# Wuj (skała)

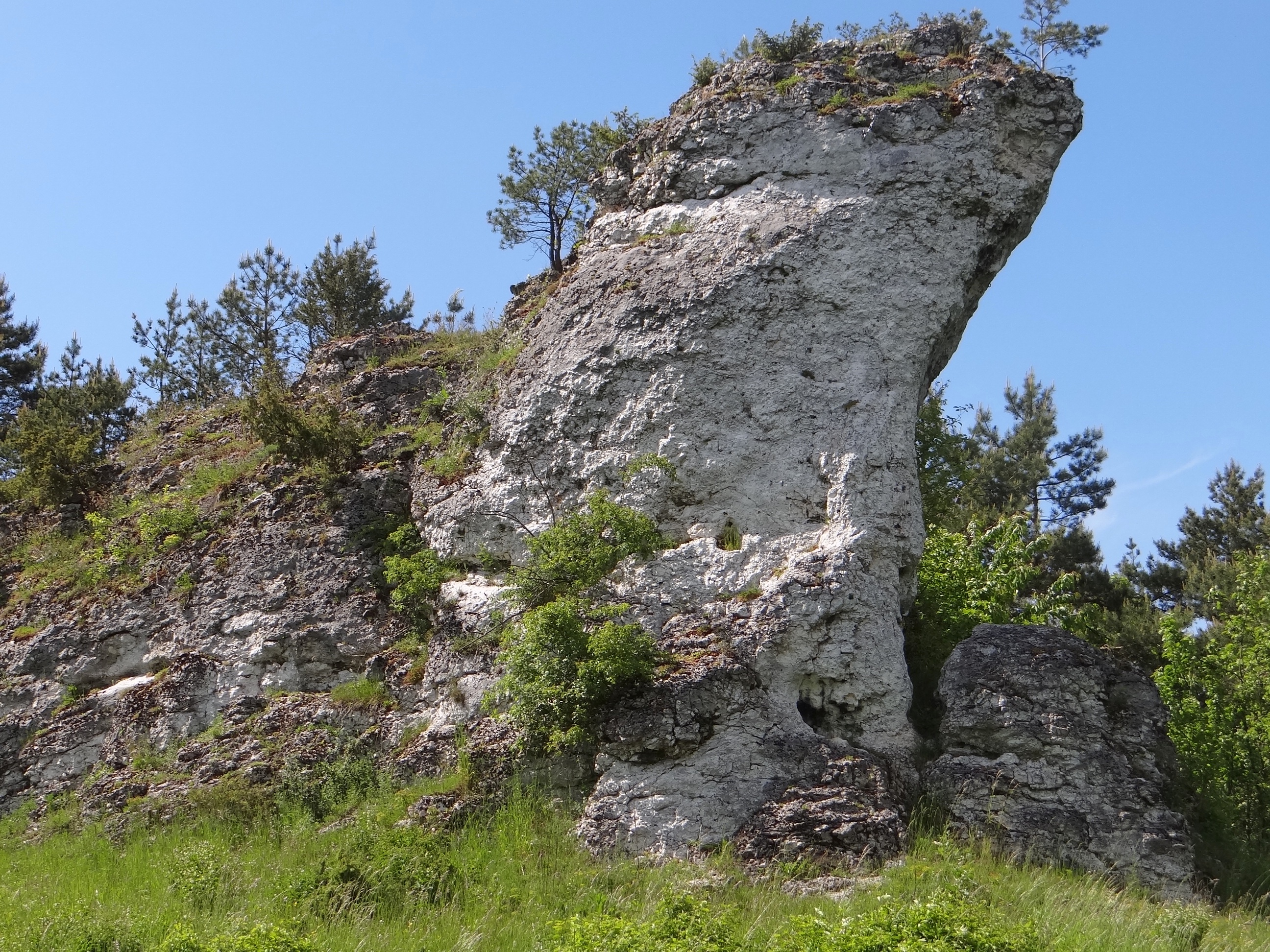

Wuj – skała na wzgórzu Cisownik na Wyżynie Częstochowskiej wchodzącej w skład Wyżyny Krakowsko-Częstochowskiej. Znajduje się w obrębie wsi Ryczów w województwie śląskim, w powiecie zawierciańskim, w gminie Ogrodzieniec.
Wzgórze Cisownik wznosi się w porośniętej lasem północno-zachodniej części wsi Ryczów, w pobliżu granicy ze wsią Żelazko. Pod jego szczytem jest łąka z wapiennymi skałami, którym wspinacze skalni nadali nazwy Mały Mur, Cisownik Pierwszy, Cisownik Drugi i Wuj. Należą do tzw. Ryczowskiego Mikroregionu Skałkowego. Do skał można dojść leśną drogą od Wielkiego Grochowca. Na skale Wuj są 2 drogi wspinaczkowe o trudności od VI.1 i VI.3 w skali Kurtyki. Mają zamontowane stałe punkty asekuracyjne: ringi (r) i stanowisko zjazdowe (st):
1. Wuj z chaty; 3r + st, VI.1+, 9 m
2. Edytorial; 3r + st, VI.3+, 10 m[1].